# Algaraviada
Algaraviada (ou algaravia) é o nome dado, por vezes com uma conotação negativa, a uma forma de falar incompreensível, uma confusão de vozes, uma mistura incompreensível de vários idiomas ou simplesmente a um idioma estrangeiro incompreensível.

## Etimologia
O termo "algavariada" ou "algavaria" provém do árabe aL-Arabyya, "o idioma árabe". Para os antigos habitantes da Península Ibérica, o idioma dos invasores parecia impossível de entender, assim se tornando um sinônimo para "fala incompreensível"